# Psychophora sabiniaria
Psychophora sabiniaria là một loài bướm đêm trong họ Geometridae.